# Allan Olsen (calciatore)
Allan Ramonn Olsen (19 settembre 1956) è un ex calciatore danese, di ruolo attaccante.

## Carriera

### Club
Olsen vestì la maglia dell'Aalborg, prima di trasferirsi ai norvegesi del Lisleby. Nel 1984, fu in forza al Fredrikstad. L'anno seguente tornò in Danimarca, ancora nell'Aalborg, prima di trasferirsi al Nørresundby.